# Goniothalamus simonsii
Goniothalamus simonsii là một loài thực vật thuộc họ Annonaceae. Đây là loài đặc hữu của Ấn Độ.